# Otto I van Gelre

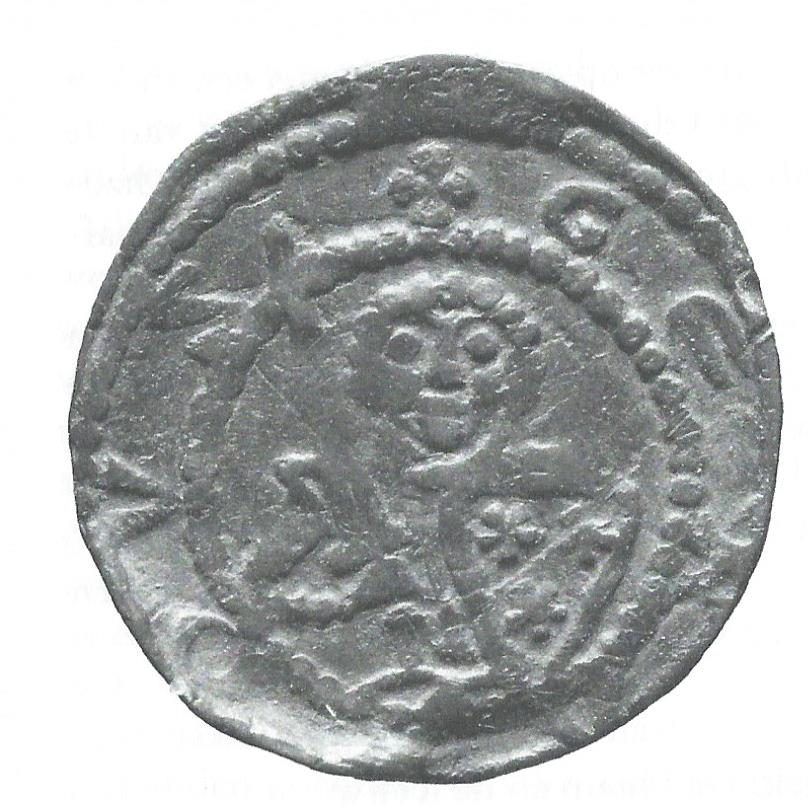
Penning met wapenschild Otto I van Gelre (1190)

Otto I van Gelre (ca. 1150 – 25 augustus 1207, begraven te Klooster Kamp in Kamp-Lintfort) was graaf van Gelre (1182-1207). Hij was een zoon van graaf Hendrik van Gelre en Zutphen en Agnes uit een onbekend geslacht.
Rond 1184 huwde Otto met Richarda van Beieren, een dochter van paltsgraaf Otto I van Beieren. Hij nam deel aan de derde Kruistocht (1189-1192) en nam daarin deel aan de belegering van Konya en aan het beleg van Akko. Otto was een van de laatste edelen uit de lage landen die terugkeerden van de kruistocht. Otto koos partij voor de keizer en tegen de graven van Holland en de hertogen van Brabant. Hij steunde Lodewijk II van Loon tijdens de Loonse Oorlog.
In 1190 werd hij als eerste graaf van Gelre en Zutphen genoemd. De betreffende oorkonde is de stadsbrief aan Zutphen. Otto verleende Zutphen als eerste Gelderse stad stadsrechten. Zijn zoon Gerard III en kleinzoon Otto II zouden dit Zutphense recht als model gebruiken voor de stadsprivileges van diverse andere Gelderse steden, waarmee Zutphen de moederstad van het Gelderse graafschap werd. De datering van de oorspronkelijke oorkonde is vermoedelijk 1194 en 1195. Het bewaarde afschrift is dat van Gerard III.
Otto I en Richardis kregen de volgende kinderen:
- Hendrik (ovl ca. 1198), mederegent, verloofd met Ada van Holland, dochter van Dirk VII), maar kort daarna overleden en begraven in de Abdij van Rijnsburg
- Gerard III van Gelre, opvolger van zijn vader
- Aleid, gehuwd met graaf Willem I van Holland
- Otto I, bisschop van Utrecht
- Irmgard (ovl. na 1230), gehuwd met graaf Adolf I van der Mark
- Margaretha (-1264), gehuwd met graaf Lotharius II van Ahe en Hochstaden, broer van aartsbisschop Koenraad van Keulen
- Mechtildis, gehuwd met graaf Hendrik II van Nassau

## Geschiedenis
Toen de graaf van Steinfurt zijn deel van de Heerlijkheid Bredevoort verkocht aan Engelbert II van Berg (de bisschop van Münster) en de graaf van Lohn zijn deel overgaf aan graaf Otto begon de strijd om het gehele bezit van de heerlijkheid tussen Münster en Gelre. Die strijd duurde twee eeuwen.

## Voorouders
| Voorouders van Otto II van Gelre | Voorouders van Otto II van Gelre                                       | Voorouders van Otto II van Gelre                                       | Voorouders van Otto II van Gelre                                       | Voorouders van Otto II van Gelre                                       | Voorouders van Otto II van Gelre                                       | Voorouders van Otto II van Gelre                                       | Voorouders van Otto II van Gelre                                       | Voorouders van Otto II van Gelre                                       |
| -------------------------------- | ---------------------------------------------------------------------- | ---------------------------------------------------------------------- | ---------------------------------------------------------------------- | ---------------------------------------------------------------------- | ---------------------------------------------------------------------- | ---------------------------------------------------------------------- | ---------------------------------------------------------------------- | ---------------------------------------------------------------------- |
| Overgrootouders                  | Gerard I van Gelre (1060-1129) ∞ ? (-)                                 | Gerard I van Gelre (1060-1129) ∞ ? (-)                                 | Otto II van Zutphen (1060-1113) ∞ 1150 Judith van Arnstein (-1118)     | Otto II van Zutphen (1060-1113) ∞ 1150 Judith van Arnstein (-1118)     | ? (-) ∞ ? (-)                                                          | ? (-) ∞ ? (-)                                                          | ? (-) ∞ ? (-)                                                          | ? (-) ∞ ? (-)                                                          |
| Grootouders                      | Gerard II van Gelre (1090-1133) ∞ Ermgard van Zutphen (1130-<1179)     | Gerard II van Gelre (1090-1133) ∞ Ermgard van Zutphen (1130-<1179)     | Gerard II van Gelre (1090-1133) ∞ Ermgard van Zutphen (1130-<1179)     | Gerard II van Gelre (1090-1133) ∞ Ermgard van Zutphen (1130-<1179)     | ? (-) ∞ ? (-)                                                          | ? (-) ∞ ? (-)                                                          | ? (-) ∞ ? (-)                                                          | ? (-) ∞ ? (-)                                                          |
| Ouders                           | Hendrik I van Gelre (1117-1182) ∞ 1186 Agnes van Arnstein (1130-<1179) | Hendrik I van Gelre (1117-1182) ∞ 1186 Agnes van Arnstein (1130-<1179) | Hendrik I van Gelre (1117-1182) ∞ 1186 Agnes van Arnstein (1130-<1179) | Hendrik I van Gelre (1117-1182) ∞ 1186 Agnes van Arnstein (1130-<1179) | Hendrik I van Gelre (1117-1182) ∞ 1186 Agnes van Arnstein (1130-<1179) | Hendrik I van Gelre (1117-1182) ∞ 1186 Agnes van Arnstein (1130-<1179) | Hendrik I van Gelre (1117-1182) ∞ 1186 Agnes van Arnstein (1130-<1179) | Hendrik I van Gelre (1117-1182) ∞ 1186 Agnes van Arnstein (1130-<1179) |
| Otto I van Gelre (1150-1207)     |                                                                        |                                                                        |                                                                        |                                                                        |                                                                        |                                                                        |                                                                        |                                                                        |

## Trivia
- Het voormalige Graaf Ottobad en de Graaf Ottosingel in Zutphen zijn vernoemd naar Otto I van Gelre.